# Daniel Ruiz
Daniel Ruiz-Bazán Justa (ur. 28 czerwca 1951 w Sopuercie) – hiszpański oraz baskijski piłkarz występujący podczas kariery zawodniczej na pozycji napastnika. Uczestnik mistrzostw świata 1978 oraz Euro 80.
Jest wieloletnim graczem Athleticu Bilbao, dla którego w Primera División strzelił przeszło 150 goli.

## Sukcesy

### Athletic Bilbao
- Primera División (2): 1983, 1984
- Puchar Króla (1): 1984